# 반도체 노동자의 건강과 인권지킴이 반올림
반도체 노동자의 건강과 인권지킴이 반올림은 2007년 11월 반도체 노동자의 직업병 피해에 대하여 노동자의 건강과 인권을 지키기 위해 결성된 단체이다. 약칭 반올림으로 널리 알려져 있다. 2007년 3월 삼성전자 반도체 공장에서 근무하다 백혈병에 걸린 황유미가 사망한 이후 유사한 피해를 당한 반도체 노동자들과 가족들을 중심으로 꾸려진 반올림은 2014년까지 삼성의 사과와 배상 그리고 재발 방지 대책 수립을 촉구하며 활동하고 있다.

## 활동
삼성전자 반도체 공장에 일하는 사람들 사이에 유독 암 발병이 높다는 시민단체의 일방적 지적이 있어왔으나, 그 근거를 제시하지는 못했다. 그러던 중, 2007년 반도체 노동자였던 황유미씨가 백혈병으로 사망하자 이를 계기로 반도체 노동자들의 건강권을 확보해야 한다는 취지로 반올림이 결성되었다.
반올림은 근로복지공단을 상대로 백혈병의 산업 재해 인정을 신청하였으나 공단이 거부하자 행정 소송을 벌였고, 2009년과 2011년, 그리고 2013년 계속하여 산업 재해에 해당한다는 판결을 받은 바 있다. 그러나, 근로복지공단은 판결에 불복하여 계속 항소하였고, 이 과정에서 삼성이 여러 방법으로 개입하였다.
2013년 12월 삼성전자와 반올림은 황유미가 사망한 지 6년 만에 교섭을 시작하였다. 교섭 대표는 황유미의 아버지 황상기가 맡았다. 반올림은 “삼성전자 측이 반도체 노동자의 질병을 ‘개인적인 사유’로만 치부하고 자신들의 책임을 회피하고 있다”고 주장하며 삼성의 성실한 교섭을 요구하였다.

### 근황
삼성전자는 피해를 입은 반도체 노동자들의 주장을 외면하고 직업과 관련이 없다고 주장하였으나, 2014년 5월 14일 그 동안의 입장에서 전향하여 산업 재해임을 인정하고 피해자들에 대한 사과를 발표하였다. 반올림이 결성된 지 7년 만의 일이었다.
그러나, 삼성전자가 반올림에게 직접 사과한 것은 아니며 향후 교섭 방식에 대해서도 반올림이 요구하는 직접 교섭에 대해 제3의 기구를 통한 교섭을 주장하여, 삼성전자의 사과에도 반올림과 삼성전자 사이의 교섭에는 많은 장애가 예상된다. 황상기는 CBS와 인터뷰에서 “지금 언론에다 발표를 했지만 아직까지 반올림하고는 어떤 대화도 안 했잖아요. 반올림하고 성실하게 대화를 해야지만 그 사과가 진정성 있는 사과였는지, 아니면 언론용이었는지. 반올림하고 충분한 대화를 한 다음에 판단을 해야지. 그 사과를 지금 판단하는 건 옳지 않다고 생각합니다.”라고 밝혔다.
LCD 공장에서 근무한 이력이 있는 한혜경씨의 뇌종양 발병의 산업 재해 인정이 근로복지공단을 통해 10년만에 이루어졌다.

## 사회적 반향
삼성전자 반도체 공장의 산업 재해 문제가 사회적 이슈로 부각되자 피해자 황유미와 아버지 황상기의 실화를 바탕으로 한 영화 《또 하나의 약속》이 제작되었다. 《또 하나의 약속》은 대형 상영관에서 스크린을 내 주지 않아 삼성의 외압이 작용했다는 의혹이 막연히 제기되기도 하였으나, 흥행성이 별로 없어보여 상업적 판단으로 스크린을 확보하지 못했다는 의견도 있다.

## 관련 도서
- 박일환, 반올림, 《삼성반도체와 백혈병- 삼성이 버린 또 하나의 가족》, 삶이보이는창, 2010년, ISBN 8990492785
- 김성희, 《먼지 없는 방》, 보리, 2012년 , ISBN 8984287504